# ピート・ハイン (数学者)
ピート・ハイン（Piet Hein、1905年12月16日 - 1996年4月17日）は、デンマークの博学者（数学者、発明家、デザイナー、ライター、詩人）。古ノルド語のペンネーム Kumbel（墓石の意）でも執筆していた。ソーマキューブやボードゲームのヘックスを発明した。1940年4月のドイツによるデンマーク占領直後に日刊新聞Politikenで掲載が始まった、短い詩grukでも知られる。

## 経歴
17世紀の海軍の人物Piet Pieterszoon Heinの直系の子孫であり、デンマークのコペンハーゲンで生まれた。コペンハーゲン大学の理論物理研究所（現在のニールス・ボーア研究所）やデンマーク工科大学で研究した。1972年にイェール大学から名誉博士号が授与された。1996年にデンマークのフュン島にある自宅で死去した。

## レクリエーション数学

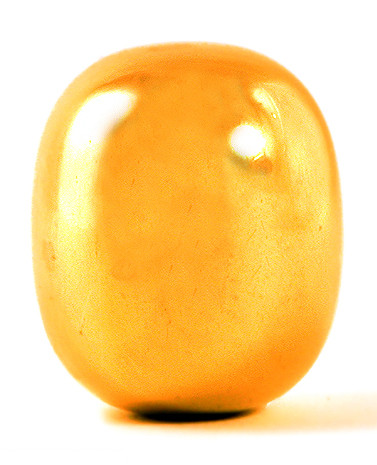
ピート・ハインの真鍮製のスーパーエッグ

1959年、ストックホルムの都市計画者たちはSergels Torgのラウンドアバウトの設計課題を発表した。ピート・ハインの優勝した提案は、スーパー楕円に基づくものであった。その後ハインは、家具や他の工芸品のデザインにスーパー楕円を使い続けた。Astro Calendarという万年カレンダーを発明し、スーパー楕円とその3次元の類似体であるスーパーエッグに基づく家庭用品を販売した。
ソーマキューブを発明し、ヘックス、Tangloids, Tower, Polytaire, TacTix, Nimbi, Qrazy Qube, Pyramysteryといったゲームを考案した。
マーティン・ガードナーと親しい仲にあり、『サイエンティフィック・アメリカン』のGardner's Mathematical Games columnに作品が頻繁に取り上げられた。

## 他の出典
- Gardner, Martin: Piet Hein's Superellipse. – in Gardner, Martin: Mathematical Carnival. A New Round-Up of Tantalizers and Puzzles from Scientific American. New York: Vintage, 1977, pp. 240–254.
- Johan Gielis: Inventing the circle. The geometry of nature. – Antwerpen : Geniaal Press, 2003. – ISBN 90-807756-1-4
- "A Poet with a Slide Rule: Piet Hein Bestrides Art and Science," by Jim Hicks, Life Magazine, Vol. 61 No. 16, 10/14/66, pp. 55–66
- "Piet Hein Biographical Details", by Nils Aas, tr. by Roger Stevenson. The Papers of the Medford Educational Institute 3.
- "To and by Piet Hein on the Occasion of Piet Hein's Election as the Student Organization's Twelfth Honorary Member", tr. by Roger Stevenson. The Papers of the Medford Educational Institute 2.